# Прудковский сельсовет (Мозырский район)
Прудковский сельсовет — административная единица на территории Мозырского района Гомельской области Республики Беларусь. Административный центр — агрогородок Прудок.

## История
На въезде в населённые пункты сельсовета установлены таблички с исторической информацией и QR-кодом, пройдя по нему попадаешь на сайт Прудковской средней школы в специальный раздел, где собраны воспоминания ветеранов и узников Великой Отечественной войны, а также долгожителей деревень.

## Состав
Прудковский сельсовет включает 5 населённых пунктов:
- Борисковичи — деревня
- Загорины — деревня
- Мерабель — деревня
- Прудок — агрогородок
- Редька — деревня